# Linia kolejowa Myślice – Szlachta

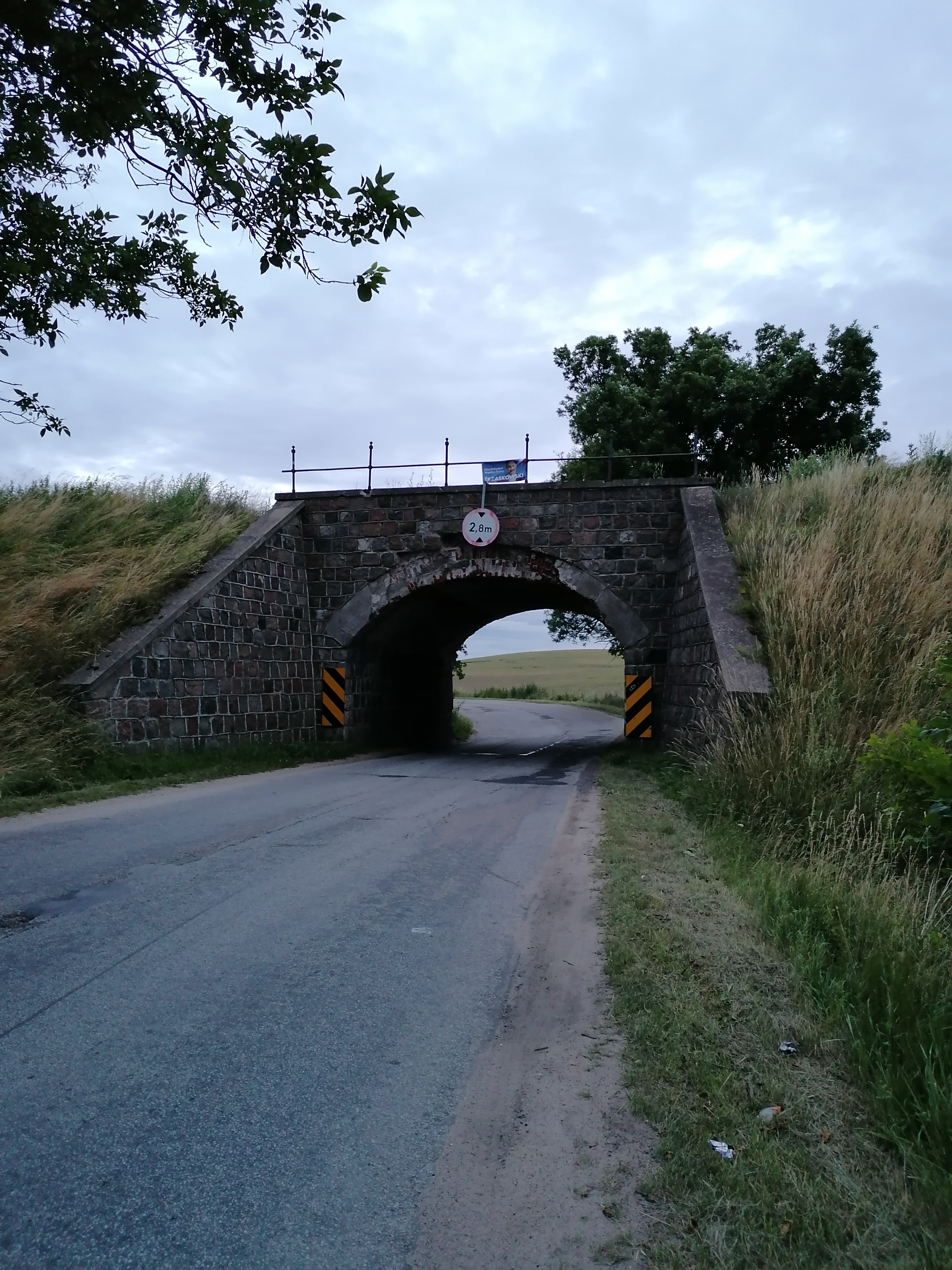
Wiadukt – Lubichowo

Linia kolejowa Myślice – Szlachta – dawna, częściowo rozebrana linia kolejowa łącząca pierwotnie Myślice ze Szlachtą. Odcinek Myślice – Prabuty został zdemontowany w 1945 roku. Do 2000 roku na odcinku Prabuty – Kwidzyn odbywał się ruch zarówno pasażerski jak i towarowy, obecnie tylko towarowy (głównie na potrzeby MM Kwidzyn sp. z o.o., dawniej International Paper w Kwidzynie).
W 2002 i 2003 r. zarząd PKP Polskich Linii Kolejowych podjął uchwały w sprawie likwidacji linii na odcinku Smętowo – Szlachta, tj. od km 76,072 do km 121,550 i przekazał w kwietniu 2016 r. majątek likwidowanej linii do PKP SA, które w listopadzie 2017 r. ogłosiły przetarg na roboty rozbiórkowe. Przywrócenie przejezdności linii na likwidowanym fragmencie było niemożliwe, ponieważ w Kopytkowie ciągłość linii została przerwana po wybudowaniu autostrady A1.